# Perlodes jurassicus
Perlodes jurassicus és una espècie d'insecte plecòpter pertanyent a la família dels perlòdids.

## Hàbitat
En el seu estadi immadur és aquàtic i viu a l'aigua dolça, mentre que com a adult és terrestre i volador.

## Distribució geogràfica
Es troba a Europa: Àustria, Bòsnia, Txèquia, Eslovàquia, Itàlia, Macedònia del Nord, Polònia, Suïssa, França i Alemanya.